# Барон Мордо
Барон Мордо (англ. Baron Mordo) (настоящее имя Барон Карл Амадеус Мордо; англ. Baron Karl Amadeus Mordo) — суперзлодей комиксов Marvel Comics. Наиболее известен как один из злейших и главных врагов Верховного мага Земли Доктора Стивена Стрэнджа. В прошлом ученик тибетского мага Древнего.
Впоследствии Барон Мордо появлялся в различного рода мерчендайзе (одежды, игрушки, коллекционные карточки, мультсериалы и видеоигры). В фильме «Доктор Стрэндж» в рамках кинематографической вселенной Marvel роль Барона Мордо исполнил британский актёр Чиветел Эджиофор.

## История публикаций
Барон Мордо был создан сценаристом Стэном Ли и художником Стивом Дитко и впервые появился в Strange Tales #111 (август, 1963 год).

## Биография
Барон Мордо родился в Румынии в 1921 году и был сыном трансильванского барона Николая Мордо. Стремясь восстановить былое величие своей родины Мордо начал странствовать по миру. Судьба привела его в Тибет, где встретил могущественного мага по прозвищу Древний. Тот начал обучать Мордо магическим искусствам. Со временем Мордо стал понимать, что он способен на большее и более не желал оставаться в тени своего мастера. Когда он уже готовил заговор против него, в храме появился мужчина по имени Стивен Стрэндж, который искал способ исцелить свои руки. Но Древний отказал ему. Когда Стрэндж собирался покинуть храм, он обнаружил Барона Мордо и предупредил Древнего о грядущем. В связи с этим Стивен стал новым учеником Верховного мага, а Мордо в скором времени, покинул их. Способности Мордо были во многом схожи с мастерством Стрэнджа, однако он был гораздо искуснее в области чёрной магии, астральной проекции, гипноза, а также флюида.
С момента изгнания Мордо стал злейшим врагом Доктора Стрэнджа. Вселившись в слугу Древнего, Мордо попытался отравить своего бывшего учителя и выведать секреты мощных заклинаний. Тем не менее его план вновь потерпел фиаско по вине Стрэнджа и он не смог вернуться в своё тело. Приняв облик покойного друга Стрэнджа — Клайва Бентли, дух Мордо заманил Стрэнджа в облако паралитического дыма, но тот использовал свои способности, чтобы позвать дочь Клайва, которая освободила его. В следующий раз Мордо столкнулся со Стрэнджем и своим бывшим учителем и вновь был повержен. В попытках заполучить магические знания Древнего, Барон Мордо много раз заманивал Стрэнджа в ловушку. Когда духу Мордо осталось жить 24 часа, он дождался пока Стрэндж покинет своё тело и занял его место. Стрэндж, вселившись в восковую фигуру — изгнал Мордо и вернулся в своё тело. Впоследствии Мордо удалось захватить Древнего в плен, однако некоторое время спустя он был повержен новым артефактом Доктора Стрэнджа — Оком Агамотто. Вскоре Барон Мордо заключил сделку с другим врагом Стрэнджа, демоном Дормамму. Новая тёмная сила Мордо позволила ему изгнать Стрэнджа. по всему миру его преследовали приспешники тёмного мага. После долгого боя Мордо одолел Древнего и сослал Стрэнджа в Тёмное измерение. Из-за того, что он ударил его в спину, Дормамму изгнал Мордо. Впоследствии Стрэндж боролся с Бароном Мордо в Стоунхендже и вновь одолел его.
В конечном итоге Мордо вернулся и продолжил своё противостояние со Стрэнджем. Он столкнулся с сущностью, именуемой Сайс-Нег, после встречи с которой он перенёс нервный срыв и был доставлен на попечение Стрэнджа в его Санктум Санкторум. Придя в себя Барон Мордо сбежал от него. Он обратил лорда Файфа в ангела смерти Азраила и послал его на бой с Доктором. Затем он отправил Лешего против Стрэнджа. Но тот восстал против него и вместе со Стрэнджем одолел его. После очередного столкновения с Доктором Мордо сбежал в 1940 год, но был схвачен Дормамму.
Некоторое время спустя Барон Мордо продал душу Мефисто и Сатаннишу за большую силу. В скором времени он спас Сару Вульф. Он был заключён в тюрьму, однако Сара освободила его из заключения. Затем он защищал Землю в битве с Дормамму, но был побеждён демоном. Он делает вид, что испытывает лояльность к Дормамму, на самом же деле он объединяет с Умар против него.
Впоследствии Мордо и Умар захватывают Тёмное измерение, которым в тот момент управляла дочь Умар Клеа. В скором времени выясняется, что Мордо болен раком, что является побочным эффектом от постоянного использования чёрной магии. Он раскаивается перед смертью. Позднее он вернулся к жизни. Вместе с Терраксом, Тигровой акулой и Красным Халком Барон Мордо собрал команду Штурмовики, антиподом Защитников.
В комиксах X-Factor vol. 3 # 203 Барон Мордо похищает дочь известного политика. Вскоре, Канг обнаружил тело Мордо в Бразилии. Предположительно он был убит Тором.

## Силы и способности
Барон Мордо имеет обширные познания в области чёрной магии. Он может генерировать энергию и высвобождать её в форме смертоносных зарядов. Вместе с тем Барон Мордо является полноправным пользователем гипноза, телекинеза, может создавать иллюзии. Подобно Доктору Стрэнджу он обладает способностью отделять свою астральную проекцию, что позволяют ему проникать в умы других людей и быть невидимым для большинства живых существ. Помимо этого Барон Мордо способен вызывать демонов из других измерений, но из-за нехватки магической энергии он не может подчинить их волю. Имеет некоторые познания в области некромантии.
Во время обучения в Тибете он обучился боевым искусствам, однако редко применяет их в бою с супер-героями.

## Альтернативные версии

### Mutant X
Барон Мордо появляется в последнем выпуске Mutant X под именем «Древний». Он до сих пор является злодеем, но несмотря на это объединяется с другими героями в борьбе с Потусторонним.

## Появления вне комиксов

### Телевидение
- Первое появление Барона Мордо вне комиксов состоялось в мультсериале «Человек-паук» 1994 года в эпизоде «Доктор Стрэндж», где его озвучил Тони Джей. Там он подчиняет рассудок многих людей, в том числе и девушки Человека-паука Мэри Джейн. С их помощью он рассчитывает украсть Жезл Ватумба — ключ к возвращению Дормамму. Планы Барона нарушают Человек-Паук, Доктор Стрэндж и Вонг, а сам он сбегает от них. Мордо возвращается в эпизодах «Возвращение Венома» и «Карнаж», где воссоединяет Эдди Брока с симбиотом Веномом и дарует Клетусу Кессиди симбиота Карнажа. С их помощью он планирует открыть дорогу Дормамму в реальный мир. Тем не менее Веном встаёт на путь добра и вместе с Железным человеком и Человеком-Пауком побеждает Мордо и предотвращает возвращение Дормамму.
- В мультсериале «Супергеройский отряд» Барона Мордо озвучивает Дэйв Боат. Мордо был заточён в банку газировки Доктором Стрэнджем, пока Тор, под воздействием Чаровницы не открывает её. Освободившись, Мордо нападает на Тора и начинает крушить кухню Стрэнджа, пока тот не отправляет его обратно в банку. Позднее он с помощью Железного Человека пытается собрать осколки бесконечности, но Доктору Стрэнджу удаётся перехитрить его.
- Появляется в мультсериале «Совершенный Человек-паук», где был озвучен Дэнни Джейкобсом[24].

### Кино
- Мордо является вторичным антагонистом полнометражного фильма «Доктор Стрэндж» 2007 года, озвученный Кевином Майклом Ричардсом. Мордо возглавляет команду магов, сражающихся с демонами Дормамму и был абсолютно безжалостным лидером команды. Ради победы он переступает через головы собственных товарищей. Когда Мордо видит, что его учитель уделяет больше внимания Стрэнджу чем ему, он предаёт орден и встаёт на сторону Дормамму. Из-за того, что ему не удаётся одолеть Стрэнджа, Дормамму полностью съедает его.
- Чиветел Эджиофор исполнил роль Барона Мордо в фильме «Доктор Стрэндж» 2016 года[2]. Здесь Мордо — один из лучших учеников Древней и один из лидеров магов, стоящих на страже магических законов. Мордо воспринимает законы как незыблемую истину, которые нельзя нарушать никому ни при каких обстоятельствах, из-за чего часто вступает в конфликт со Стрэнджем. Даже после того, как Стрэндж спасает Землю от вторжения Дормамму, Мордо стоит на своём, убеждённый, что даже за вынужденное преступление законов придется ответить. Будучи к тому же шокированным тем, что Древняя хоть и вынужденно, но использовала тёмную энергию Дормамму для обретения долголетия, Мордо уходит из ордена. Из послетитровой сцены фильма выясняется, что Мордо пришёл к выводу, что «в мире стало слишком много колдунов».
- Эджиофор вернулся к роли Мордо, сыграв альтернативную версию персонажа в картине «Доктор Стрэндж: В мультивселенной безумия» 2022 года[25] В реальности, известно как Земля-838, Мордо заменил убитого Стивена Стрэнджа в рядах Иллюминатов. Когда в их мир попадают Стивен Стрэндж с Земли-616 вместе с Америкой Чавес, члены группы собираются вместе, чтобы решить их судьбу. В конечном итоге все Иллюминаты, за исключением Мордо, погибают от руки Алой Ведьмы.

### Видеоигры
- Филипп Проктор озвучивает Барона Мордо в игре Marvel: Ultimate Alliance. Там он является приспешником Доктора Дума и отправляет команду в другое измерение.
- Является боссом в игре Marvel: Avengers Alliance для Facebook.
- Является играбельным персонажем в игре Marvel Future Fight в 2 версиях: классический из комиксов и как персонаж из фильма 2016 года «Доктор Стрэндж».
- Мордо является играбельным персонажем в мобильной игре Marvel: Strike Force.
- Кроме того, Мордо является играбельным персонажем в игре «Marvel: Битва Чемпионов» на платформе iOS и Android.